# Рыжик еловый
Ры́жик ело́вый (лат. Lactárius detérrimus) — гриб рода млечник (лат. Lactarius) семейства сыроежковые (лат. Russulaceae). Съедобен.

## Описание

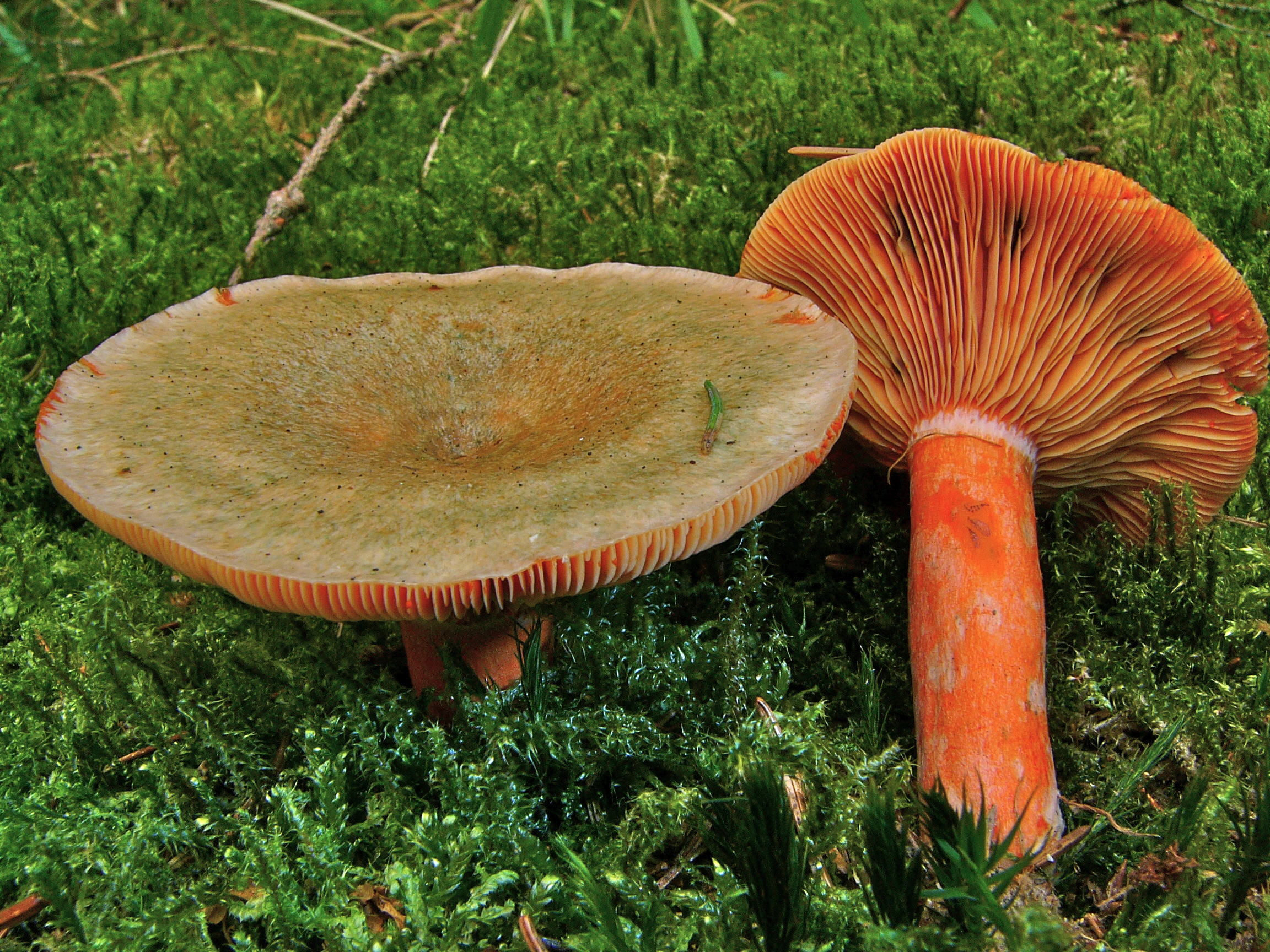

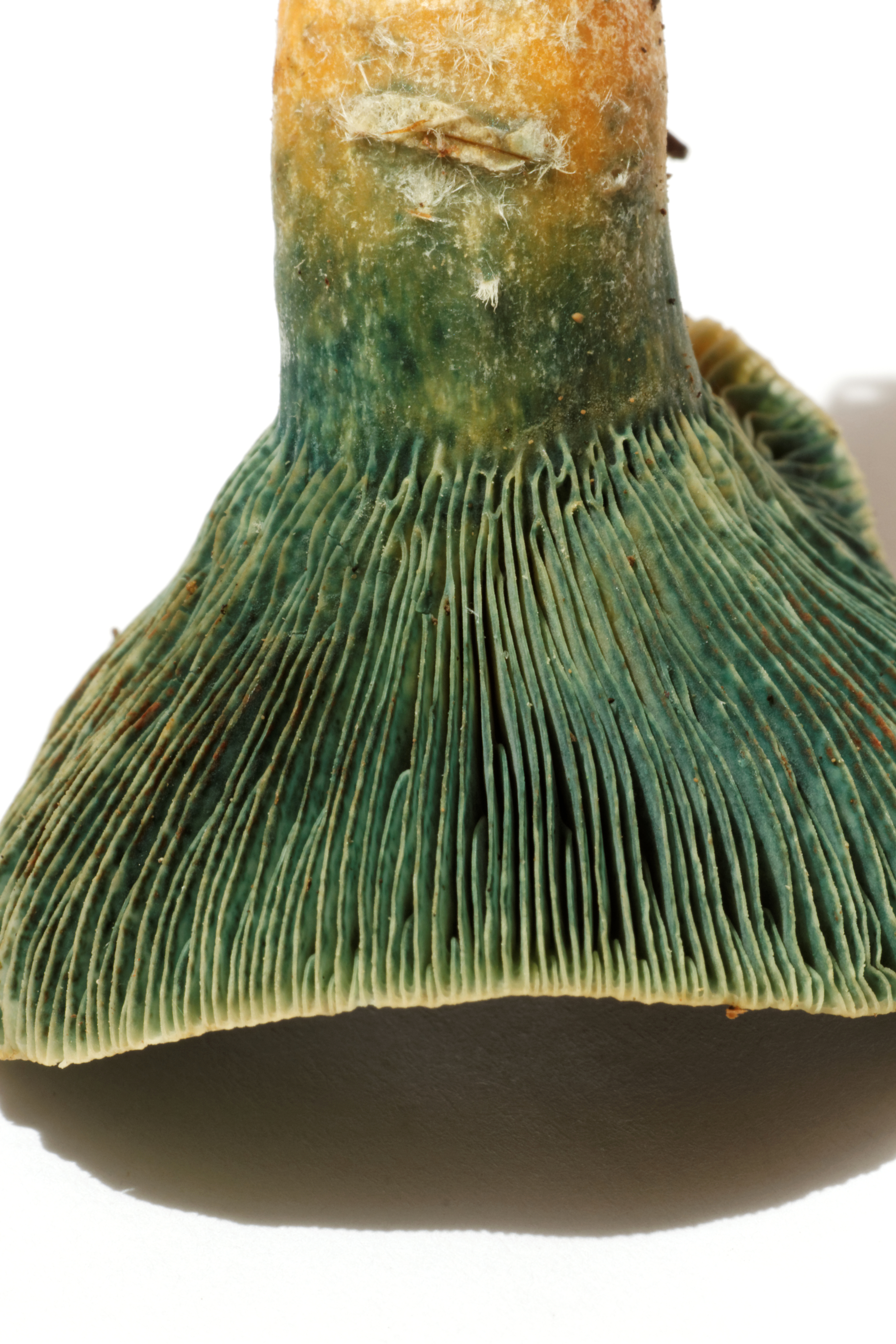

- Шляпка ∅ 2—8 см, вначале выпуклая, нередко с бугорком посредине, с загнутыми вниз краями, с возрастом становится плоско-вогнутой и даже воронкообразной, ломкая, без опушения по краям. Кожица гладкая, в сырую погоду скользкая, оранжевая, с более тёмными концентрическими зонами и пятнами, при повреждении и с возрастом приобретает зелёную окраску.
- Пластинки слегка нисходящие, очень частые, обычно немного светлее шляпки, при надавливании быстро зеленеют.
- Споры 7—9 × 6—7 мкм, светло-охристые, эллиптической формы, орнаментированные.
- Ножка 3—7 см в высоту, ∅ 1—1,5 см, цилиндрическая, очень ломкая, сначала цельная, с возрастом полая, окрашена так же, как и шляпка. При повреждении зеленеет.
- Мякоть оранжевого цвета, на изломе быстро краснеет, потом зеленеет, имеет слабый фруктовый запах и приятный вкус.
- Млечный сок обильный, оранжево-красный, иногда почти красный, на воздухе зеленеющий, неедкий.

### Изменчивость
Цвет шляпки и ножки может варьировать от бледно-розового до тёмно-оранжевого.

## Экология и распространение
Растёт в еловых лесах, на засыпанной хвоей лесной подстилке.
Сезон: лето — осень.

## Сходные виды
- Волнушка розовая (лат. Lactarius torminosus), но от неё отличается оранжевым цветом пластинок и обильным оранжевым соком.
- Рыжик настоящий (лат. Lactarius deliciosus), от которого отличается местом произрастания и меньшими размерами.

## Синонимы

### Латинские синонимы
- Lactarius deliciosus var. deterrimus (Gröger) Hesler & A.H. Sm. 1979

### Русские синонимы
- Еловик

## Пищевые качества
Съедобный гриб. В зарубежной литературе описывается как горький и непригодный в пищу, однако в России считается хорошим съедобным грибом; используется свежим, солёным и маринованным. В заготовках зеленеет.